# Thrill Kill
Thrill Kill é um jogo eletrônico de luta cancelado de 1998 desenvolvido pela Paradox Development e originalmente seria publicado pela Virgin Interactive, mas a Electronic Arts mais tarde se tornou a editora e cancelou o jogo. 
O jogo é considerado um dos primeiros a receber a classificação "Adults Only" (exemplos futuros seriam Manhunt 2 e Hatred) exclusivamente por sua violência gráfica. Embora nunca tenha sido publicado, o jogo seria posteriormente disponibilizado por seus desenvolvedores em sites piratas, tornando-o totalmente jogável em um PlayStation ou emulador.   

## Enredo
A trama do jogo envolve dez almas condenadas enviadas para o Inferno após suas mortes na Terra. Marukka, a Deusa dos Segredos, em seu próprio tédio, organizou um torneio de luta até a morte onde o vencedor teria a chance de reencarnar.

## Jogabilidade
Thrill Kill consiste em quatro oponentes em um cenário tridimensional semelhante a uma caixa, que lutam constantemente entre si. Ninguém tem barras de vida, mas apenas uma barra que se enche a cada golpe que é desferido. Ao ser preenchida, o personagem tem a chance de agarrar um dos outros oponentes na arena e realizar um "thrill kill" (o equivalente a um fatality em Mortal Kombat) nele, removendo-o da próxima rodada e recebendo um "bônus de morte" na rodada seguinte.
A luta continua até que restem apenas dois personagens na arena: o jogador e o último oponente. Nesta última rodada, se um dos dois atingir o "medidor de mortes" ao máximo, uma cena especial será exibida mostrando a câmera circulando o personagem antes que dele ser atingido por um raio, desbloqueando um golpe final especial específico do personagem. 
Durante a mesma cena, o jogador pode executar uma certa combinação de botões em seu controle antes que ela termine, mudando o movimento final de seu personagem.
Além do modo arcade padrão, Thrill Kill possui três outros modos de jogo: o Modo Versus, que permite aos jogadores lutar contra até três outros jogadores ou lutadores controlados pelo computador. No entanto, só é possível jogar com os quatro jogadores com a ajuda do PlayStation Multitap. O Modo Equipe, que divide os jogadores em duas equipes, com cada equipe compartilhando um único "medidor de morte". E o Modo Treinamento, que permite ao jogador escolher um personagem e um oponente para praticar certos movimentos. Normalmente, o oponente escolhido não ataca (a menos que o jogador o altere para contra-atacar com um movimento específico de seu conjunto de movimentos). Ao completar todo o conjunto de movimentos do personagem escolhido para este modo, uma quinta skin é desbloqueada para ele.

## Personagens
O jogo tem um elenco de onze personagens para jogar:
- Tormentor (William J. Whitefield): Um ex-juiz na Terra que costumava sequestrar criminosos e torturá-los, acabou sendo executado por causa disso. Ele é um sujeito alto, com roupas temáticas de "carrasco medieval" que luta com um chicote de corrente aquecido.
- Oddball (Raymond Raystack): Um analista de comportamento do FBI que enlouqueceu e se tornou um assassino em série, mais tarde trancado em um asilo antes de ser morto a tiros por seu mentor. Notavelmente, Oddball só luta com os pés por meio de chutes ou com a cabeça e até mesmo com movimentos de breakdance devido à sua camisa de força (algumas de suas skins o retratam como um homem sem braços ou um detento com as mãos algemadas).
- Dr. Faustus (Dr. Gabriel Faustus): Um cirurgião plástico que costumava matar e desfigurar seus próprios pacientes, ele acabou morrendo de infecção após prender uma armadilha de urso em seu maxilar. Ele usa um bisturi para lutar e até usa a boca em alguns de seus ataques ou golpes finais.
- Belladonna (Belladonna Marie Cocherto): Uma dominatrix que, durante sua vida na Terra, descobriu que seu marido estava tendo um caso com outra mulher. Ela então o mata com um bastão elétrico antes de se matar com ele. Belladonna usa seu bastão como arma e tem uma série de movimentos sexualmente sugestivos, com um de seus "thrill kills" sendo removido em algumas versões.
- The Imp (Billy B. Tattoo): Um anão "leather daddy" que odeia pessoas altas, ele morreu após amputar as próprias pernas e enfiar pernas de pau nelas. Tanto ele quanto Judas parecem não ter matado ninguém durante sua vida na Terra. Imp utiliza amplamente suas próprias pernas de pau para executar chutes ou rasteiras.
- Cleetus (Cleetus T. Radley): Um caipira canibal que costumava vender salsichas caseiras feitas de carne humana, eventualmente ele morreu de uma infecção por tênia contraída de uma de suas vítimas. Ele luta com uma perna decepada e às vezes pode morder seus oponentes.
- Violet (Violet Boregard): Uma contorcionista de circo com ódio por homens após ser estuprada por um homem que invadiu seu camarim, ela posteriormente matou o mesmo homem na frente de sua plateia após ele tentar se aproximar dela. Ela morreu de ruptura da medula espinhal. Violet utiliza suas habilidades de contorção para lutar contra oponentes.
- Mammoth (Franklin Peppermint): Em sua vida na Terra, ele era um funcionário dos correios que realizou uma enorme matança após ser demitido. Mais tarde, ele cometeu suicídio. Ele se parece com um enorme gorila sem pele, com ataques poderosos, mas se move lentamente. Não se sabe exatamente se Mammoth sempre foi um monstro ou se foi uma mutação causada por sua raiva durante seu assassinato em massa.
- Cain: Um incendiário que ficou preso em um prédio incendiado por ele mesmo, morrendo ali. Seus ataques consistem principalmente em atirar fogo com as mãos ou atear fogo em si mesmo para queimar outros oponentes.
- Judas: Um par de gêmeos siameses conectados pelo tronco, cuja mãe morreu durante o parto. Não se sabe ao certo o que levou Judas ao Inferno. Um dos gêmeos serve como metade superior, enquanto o outro serve como metade inferior, usando os braços para segurar a outra metade. Ele é considerado um subchefe antes do estágio final.
- Marukka: Deusa dos Segredos e o oponente final do jogo, ele se assemelha a uma criatura demoníaca com asas que pode lutar com muitos movimentos, como teletransporte ou um giro que lança o jogador para longe.

Outro personagem conhecido como The Gimp, inspirado em um personagem de mesmo nome do filme Pulp Fiction, pode ser desbloqueado, mas apenas como oponente no Modo Treino.

## Desenvolvimento e cancelamento
Originalmente, a Paradox Development iniciou o desenvolvimento de um projeto conhecido como Earth Monster, um jogo esportivo baseado no jogo de bola mesoamericano, no qual os jogadores controlavam guerreiros astecas lutando enquanto tentavam colocar uma bola em uma cesta. A editora Virgin Interactive incentivou os desenvolvedores a aumentar a violência do jogo, transformando o projeto em um jogo de luta por completo. A estética asteca foi abandonada por uma inspirada na subcultura BDSM, com o produtor de Thrill Kill, Harvard Bonin, exibindo revistas de fetiche e até DVDs de conteúdo semelhante como referências para a direção de arte.
O objetivo da Paradox era ganhar reconhecimento popular por meio da violência extrema e fazer de Thrill Kill um sucesso. Ele também foi projetado para ser o primeiro jogo de luta 3D com quatro jogadores simultaneamente. Alguns movimentos dos personagens receberam nomes sexualmente sugestivos e outros foram projetados para simular atos sexuais. Na E3 de 1998, Thrill Kill foi eleito o jogo mais popular apresentado naquele ano, conquistando uma legião de fãs interessados em sua natureza sangrenta e ousada.
Ele foi um dos primeiros jogos a receber o selo "Adults Only" da Entertainment Software Rating Board (ESRB) por sua violência gráfica, selo esse geralmente dado para jogos que possuem forte conteúdo pornográfico. Isso fez com que os desenvolvedores diminuíssem o conteúdo forte presente no jogo para que ele pudesse atingir uma classificação 17+. A mudança mais notável ocorreu no terceiro "thrill kill" de Belladonna, onde ela parece estar fazendo sexo oral em seu oponente antes que a câmera revele que ela estava apenas fazendo cócegas no pé dele com uma pena.
Thrill Kill foi originalmente programado para ser lançado em outubro de 1998, com o jogo já 99% completo e uma sequência já proposta. Porém, em agosto daquele ano, as operações norte-americanas da Virgin Interactive foram compradas pela Electronic Arts, o que fez com que os direitos de publicação de Thrill Kill passassem a ser propriedade da EA. O conselho executivo da EA analisou o jogo e considerou-o violento demais para publicação. Algumas semanas após adquirir a Virgin, a empresa descontinuou Thrill Kill e recusou qualquer oferta para vendê-lo a outras editoras, com os desenvolvedores do jogo não sendo informados diretamente sobre seu cancelamento e, em vez disso, descobrindo por meio de artigos.
Embora nunca tenha chegado às prateleiras, o jogo seria disponibilizado pelos próprios desenvolvedores na internet, tornando Thrill Kill possível de ser jogado simplesmente baixando-o de um site de ROMs. O motor gráfico de Thrill Kill seria reciclado para outros jogos da Paradox, como o Wu-Tang: Shaolin Style de 1999, e X-Men: Mutant Academy de 2000.

## Recepção
As controvérsias em torno do jogo aumentaram o seu interesse pela comunidade de gamers, fazendo com que versões do jogo sejam facilmente encontradas na internet. Em 2004, a Official U.S. PlayStation Magazine citou Thrill Kill como um dos jogos cancelados mais esperados de todos os tempos. 
Em 2009, a GameInformer citou Thrill Kill em décimo na listagem "Dez melhores jogos quase lançados". Em 2011, a Gamepro elegeu em décimo quarto lugar "The Imp" como "Um dos 50 maiores personagens de luta de todos os tempos".